# 자유 버몬트
자유 버몬트(Free Vermont)는 1960년대 후반에서 1970년대 중반까지 미국 버몬트주에 존재했던 히피 코뮌들의 네트워크체다. 십여 개 코뮌에 수백 명의 사람들이 소속되어 있었다. 자체적인 신문인 Free Vermont!를 발행했고 상징 깃발도 가지고 있었다. 구성원들은 식품협동조합, 무료학교, 유기농 농장, 진료소를 비롯한 대안 제도를 운영했다.
자유 버몬트 구성원 중 일부는 버몬트의 평화주의-사회주의 지역정당인 자유연합당 창당에 참여했다.